# Caperonia capiibariensis
Caperonia capiibariensis là một loài thực vật có hoa trong họ Đại kích. Loài này được Eskuche mô tả khoa học đầu tiên năm 2002.